# Bauer Cup 2006
Il Bauer Cup 2006 è stato un torneo di tennis facente parte della categoria ATP Challenger Series nell'ambito dell'ATP Challenger Series 2006. Il torneo si è giocato a Eckental in Germania dal 6 al 12 novembre 2006 su campi in sintetico indoor.

## Vincitori

### Singolare
Ernests Gulbis ha battuto in finale  Philipp Petzschner con il punteggio di 6–3, 6–0

### Doppio
Josh Goodall /  Ross Hutchins hanno battuto in finale  Sander Groen /  Torsten Popp con il punteggio di 7–5, 6–3